# Атомна фізика
Атомна фізика — розділ фізики, що вивчає будову і властивості атомів та іонів, а також пов'язані з ними процеси. За сучасними уявленнями атом складається з важкого ядра та електронів, які оточують ядро і утворюють електронні оболонки. Електрони підпорядковані принципу Паулі. Структуру електронних оболонок атомів вивчають переважно за допомогою рентгенівських та оптичних спектрів. Характеристичне рентгенівське випромінювання виникає внаслідок переходів електронів з однієї внутрішньої оболонки на іншу, а оптичне випромінювання — внаслідок переходів зовнішніх (валентних електронів). Для встановлення і вивчення можливих енергетичних станів велике значення мають досліди з розсіяння електронів на атомах, наприклад досліди Франка і Герца. Важливе місце в атомній фізиці посідають також інші методи, зокрема магнітні, методи молекулярної фізики тощо.
Будову і властивості ядер та їхню взаємодію вивчає окремий розділ сучасної фізики — ядерна фізика.

## Теоретична основа
Теоретична основа атомної фізики — квантова теорія (квантова механіка, квантова електродинаміка), що дозволяє пояснити величезну сукупність мікроскопічних явищ на атомно-молекулярному рівні. Істотно, що будова і властивості атома як системи, що складається з ядра і електронів, і характеристики випромінювальних і безвипромінювальних елементарних процесів, що протікають на цьому рівні, визначаються електромагнітною взаємодією (на відміну від ядерної фізики та фізики елементарних частинок, в яких фундаментальну роль відіграють сильна взаємодія і слабка взаємодія; причому сильна взаємодія не виявляється на характерних для атомної фізики відстанях, що перевищують 10−12 см, а слабка взаємодія повинна приводити в атомній фізиці до вельми цікавих, але дуже малих за величиною ефектів).

## Передумови й основні етапи розвитку атомної фізики

Модель атома Бора

Виникненню атомної фізики передував розвиток атомістичних уявлень про будову речовини. Початкові ідеї про існування атомів як дрібних неподільних і незмінних частинок матерії були висловлені в Стародавній Греції в 5-3 ст. до н. е. (Демокріт, Епікур). У період становлення точного природознавства в 17-18 ст. атомістичні уявлення в різних формах розвивали Йоганн Кеплер, П'єр Ґассенді, Рене Декарт, Роберт Бойль, Ісаак Ньютон, Руджер-Йосип Бошкович та інші. Однак ці уявлення мали гіпотетичний характер і лише з кінця 18-го — початку 19 ст. експериментальні дослідження властивостей речовини привели до створення атомістичних теорій.
На основі встановлених кількісних хімічних законів і законів ідеальних газів з початку 19 ст. стала розвиватися хімічна атомістика (Джон Дальтон, Амедео Авогадро, Єнс Якоб Берцеліус), в середині 19 ст. чітко розмежовані й визначені поняття атома і молекули (Станіслао Канніццаро, в 1869 Дмитро Менделєєв відкрив періодичний закон хімічних елементів (див. Періодична система елементів) . Уявлення фізичної атомістики лягли в основу розвитку молекулярної фізики, зокрема кінетичної теорії газів (середина 19 ст.), і класичної статистичної фізики (2-га половина 19 ст. , Рудольф Клаузіус, Джеймс Клерк Максвелл, Людвіг Больцман, Джозая Віллард Ґіббз) . B кінці 18-19 ст. почало розвиватися вчення про внутрішню будову кристалів та їхні симетрії (Рене-Жюст Аюї, Огюст Браве, Євраф Федоров, Моріц Шенфліс) на основі атомістичних уявлень (див. Симетрія кристалів, ґратка Браве). Однак в 19 ст. хімічна та фізична атомістика й атомістика в кристалографії не мали загальної теоретичної основи, нею стала у 20 ст. квантова теорія будови атомів, молекул і кристалів, створена в результаті розвитку атомної фізики.
Виникнення сучасної атомної фізики пов'язано з відкриттями електрона (1897) і радіоактивності (1896). Вони створили основу для побудови моделей атома як системи електрично заряджених частинок, що взаємодіють між собою. Найважливішим етапом розвитку атомної фізики стало відкриття Ернестом Резерфордом в 1911 атомного ядра і розгляд атома на основі квантових уявлень Нільсом Бором в 1913. Резерфорд запропонував модель атома, що складається з центрального позитивно зарядженого ядра великої маси і розмірів, малих порівняно з розмірами атома в цілому, і з негативно заряджених електронів, що мають в порівнянні з ядром малу масу. Він експериментально обґрунтував цю модель дослідами з розсіювання α-частинок атомами. Всі властивості атома виявилися пов'язаними або з властивостями ядра (їх вивчає ядерна фізика), або з властивостями електронних оболонок атома.
Будова електронних оболонок визначає хімічні та більшість фізичних властивостей атома і періодичність цих властивостей залежно від основних характеристик атома в цілому — величини позитивного заряду його ядра.

## Постулати Бора
На основі законів класичної фізики не можна було поясити стійкість атома (електрони, рухаючись навколо ядра з прискоренням, повинні безупинно випромінювати і дуже швидко впасти на ядро) і лінійчасті атомні спектри, закономірності в яких підкоряються комбінаційному принципу Ріца. Вихід з цих труднощів знайшов Бор, застосувавши до атома квантові уявлення, вперше введені Максом Планком в 1900 і розвинуті з 1905 Альбертом Ейнштейном та іншими вченими. Основу квантової теорії атома Бора складають два постулати:
- 1-й постулат Бора про існування стаціонарних станів атома, перебуваючи в яких він не випромінює (стаціонарні стани мають певні значення енергії, в загальному випадку дискретні, з одного стану в інший атом може переходити шляхом квантового, стрибкоподібного, переходу),
- 2-й постулат Бора про квантові переходи з випромінюванням, що визначаються умовою частот:

Εi — Εk = hν,
де ν — частота монохроматичного електромагнітного випромінювання, що поглинається або випромінюється; Εi та Εk — енергії стаціонарних станів, між якими відбувається перехід.
Постулати Бора були всебічно підтверджені експериментально, виявилися застосовними для інших мікросистем (молекул, атомних ядер) і отримали теоретичне обґрунтування у квантовій механіці і квантовій електродинаміці. Для визначення можливих дискретних значень енергії найпростішого атома — атома водню — в стаціонарних станах Бор застосував класичну механіку і припущення про збіг результатів квантової і класичної теорій при малих частотах випромінювання, що було формою принципу відповідності, який Бор розвивав надалі, надаючи йому великого значення; принцип відповідності відіграв велику роль у становленні квантової механіки.

## Ключові експерименти
- Ефект Рамзауера
- Резерфордівське розсіяння
- Комптонівське розсіювання
- Фотоефект

### Українською
1. Атомна і ядерна фізика: навчально-методичний посібник / І. І. Половинко. — Львів: Видавничий центр ЛНУ імені Івана Франка, 2010. — 542 с.
2. Білий М. У., Охріменко Б. А. Атомна фізика. — К. : Знання, 2009. — 559 с. — ISBN 978-966-346-556-2. (укр.)

### Іншими мовами
1. Bransden, BH; Joachain, CJ (2002). Physics of Atoms and Molecules (вид. 2nd). Prentice Hall. ISBN 0-582-35692-X. (англ.)